# Calek Perechodnik

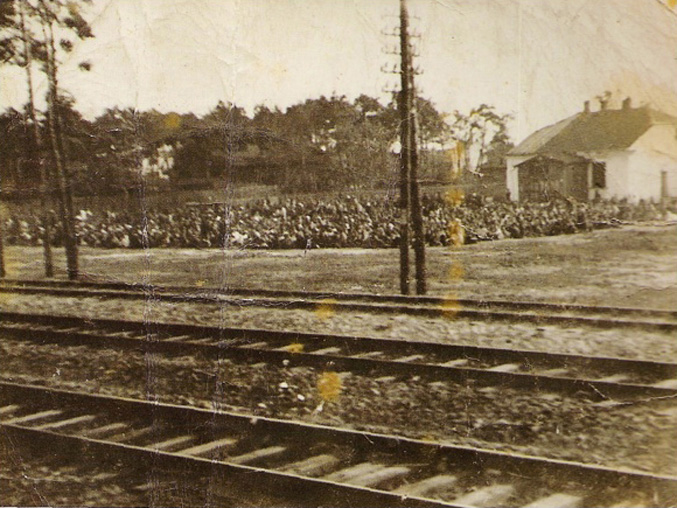
Żydzi otwoccy oczekujący na transport do obozu zagłady w Treblince 19 sierpnia 1942. Wśród nich była żona Perechodnika Anna i jego dwuletnia córka Athalie

Calek Perechodnik, właśc. Calel Perechodnik (ur. 8 sierpnia 1916 w Warszawie, zm. w październiku 1944 tamże) – polski inżynier agronom pochodzenia żydowskiego, funkcjonariusz Żydowskiej Służby Porządkowej w getcie w Otwocku, uczestnik powstania warszawskiego.
Autor książki Spowiedź będącej ważnym świadectwem relacji polsko-żydowskich w czasie II wojny światowej oraz zbrodni niemieckich podczas Holokaustu.

## Życiorys
Był synem Sary i Oszera Perechodników. Wychował się w Otwocku. Wraz z bratem należał do prawicowo-syjonistycznej organizacji Bejtar.
Z powodu ograniczenia liczby studentów pochodzenia żydowskiego na Uniwersytecie Warszawskim (numerus clausus), studiował w Tuluzie we Francji, gdzie w roku 1937 uzyskał dyplom inżyniera agronoma. Po powrocie do kraju, w sierpniu 1938 ożenił się z Anną Nusfeld, współwłaścicielką kina „Oaza” w Otwocku. Razem z wujem prowadził w mieście skład materiałów budowlanych.
7 września 1939, po radiowym apelu Romana Umiastowskiego, wraz z bratem, ojcem i wujem opuścił miasto i dotarł do Słonimia. Wrócił do Otwocka w październiku 1939. W sierpniu 1940 urodziło się jego jedyne dziecko – córka Athalie.
Jesienią 1940 Niemcy utworzyli w Otwocku getto dla ludności żydowskiej, stanowiącej ponad połowę mieszkańców miasta. W lutym 1941 Perechodnik wstąpił do miejscowej policji żydowskiej. Podczas likwidacji otwockiego getta, 19 sierpnia 1942, jako policjant uczestniczył w załadowaniu Żydów do wagonów. Tego dnia do obozu zagłady w Treblince zostały również wywiezione i tam zamordowane jego żona i dwuletnia córka. Wraz z innymi żydowskimi policjantami z Otwocka Perechodnik trafił do obozu pracy w Piekiełku (obecnie część warszawskiej dzielnicy Białołęka). Później zaczął się ukrywać, początkowo w Otwocku, a od grudnia 1942 w Warszawie.
Od 6 grudnia 1942 ukrywał się w mieszkaniu przy ul. Pańskiej 104, które opuścił kilka dni po wybuchu powstania warszawskiego. 17 sierpnia 1944 wstąpił do Armii Krajowej, do 2. kompanii (I batalionu) zgrupowania „Chrobry II”. 5 września został przeniesiony do kompanii rezerwowej, a później zwolniony ze służby z powodu zachorowania na tyfus. Zginął po kapitulacji powstania pod koniec października 1944. Został zabity przez Niemców, którzy odnaleźli bunkier, w którym się ukrywał (według innego źródła został odkryty w bunkrze przez szabrowników).
Ukrywając się przy ul. Pańskiej, od 7 maja do 19 października 1943 pisał po polsku wspomnienia. Nazwał je „spowiedzią”, kierując je przede wszystkim do żony, której nie zdołał ocalić. Opisał w nich m.in. stosunki między ludnością polską i żydowską w Otwocku, obozy pracy przymusowej dla Żydów znajdujące się pod Warszawą, przykłady pomocy udzielanej Żydom przez Polaków, losy i stan psychiczny Żydów ukrywających się po stronie aryjskiej oraz przypadki szantaży i denuncjacji. Rękopis przekazał swemu znajomemu Władysławowi Błażewskiemu. Po wojnie dokument trafił do jego starszego brata, Pejsacha, który przepisał go na maszynie i przekazał Centralnej Żydowskiej Komisji Historycznej w Łodzi. Wspomnienia Perechodnika zostały wydane po raz pierwszy w Polsce w 1993 przez Ośrodek Karta pt. Czy ja jestem mordercą? Pełne wydanie, opracowane na podstawie zachowanego oryginalnego rękopisu Perechodnika, ukazało się w 2004 pt. Spowiedź. Autor dedykował je S.N., P.P. i T.Ż, czyli „sadyzmowi niemieckiemu, podłości polskiej i tchórzostwu żydowskiemu”  (według brata Perechodnika skrót „T.Ż.“ w dedykacji należało jednak odczytać jako „tragedii żydowskiej“).